# カテジナ・ス・ポジェブラト
カテジナ・ス・ポジェブラト（チェコ語：Kateřina z Poděbrad, 1449年11月11日 - 1464年3月8日）は、ハンガリー王マーチャーシュ1世の最初の妃。ハンガリー語名はカタリン（Podjebrád Katalin）。ボヘミア王イジーの娘で、母はその最初の妻クンフタ・ゼ・シュテルンベルカ。

## 生涯
フス派貴族の頭目であったイジー・ス・ポジェブラトの次女として、一族の本拠ポジェブラディで生まれた。カテジナには双子の妹ズデンカがおり、この妹は後にザクセン公アルブレヒト3世に嫁いでいる。父イジーは1458年に国王に選出された。
一方、イジーと同じ年にハンガリー国王に選ばれたマーチャーシュ1世は、許婚だったスロヴェニアのツェリェ伯ウルリク2世の娘アルジュベータを亡くしていた。若いハンガリー王とボヘミア王女との縁談はカテジナが9歳の時すでに持ち上がっており、イジーはカテジナと結婚した場合はマーチャーシュ1世にボヘミア王位を相続させるという条件をつけた。1461年5月1日、11歳のカテジナは20歳のハンガリー王とブダのマーチャーシュ聖堂で結婚式を挙げた。カテジナは結婚と同時にハンガリーへ移り、人文主義者ヤヌス・パンノニウスからラテン語教育を受けた。
幼い王妃は国政の面で夫に影響力をもつことはほぼ無かった。結婚して3年目、カテジナは14歳で最初の妊娠をした。しかし出産の数日後、生れた子供と一緒にカテジナは亡くなった。マーチャーシュはナポリ王フェルディナンド1世の娘ベアトリーチェと再婚したが、彼女も子供を授からなかった。